# 余鼎實
余鼎實（15世紀—1477年），字廷和，江西南昌府奉新縣從善鄉人，明朝政治人物。

## 生平
余鼎實是景泰元年（1450年）庚午科江西鄉試舉人，授溫州通判，他為人清介自矢，別人不敢干以私，以當地文治不興，於是加意學校，躬行教化，一年後士風轉化，成化八年（1472年）得朝廷旌異，十三年（1477年）述職後在家去世。

## 引用
1. 1 2  同治《奉新縣志·卷九·人物志二 舉人》：明……景泰元年庚午 余鼎實字廷和，從善鄉人，官溫州府通判，清介自矢，人不敢干以私，以海濱文治不修，加意學校，躬行化導，期年之間士習遂彬彬焉。
2. ↑  《古今圖書集成·明倫彙編·卷一百五十·帝紀部彙考一百四十四·明十二·憲宗上》：（成化八年）八月，旌異長沙知府錢澍、常德知府楊宣、建昌知府謝士元、隆慶知州李鼎、靖州知州蔣淇、溫州通判余鼎實、保定府推官鄭傑、長沙知縣艾旻、甌寧知縣喬銘。
3. ↑  《懷麓堂集·卷四十三》：〈余通判哀辭〉：南昌余鼎實為溫州判官，藩臬部使者交薦其賢獲荷錫典，成化丁酉述職京師，道南昌卒于家……